# Grand Prix automobile d'Émilie-Romagne 2025
GP précédent GP suivant
Le Grand Prix automobile d'Émilie-Romagne 2025 (Formula 1 AWS Gran Premio Del Made In Italy E Dell'emilia-Romagna 2025), disputé le 18 mai 2025 sur l'Autodromo Enzo e Dino Ferrari d'Imola est la 1132e épreuve du championnat du monde de Formule 1 courue depuis 1950. Il s'agit de la cinquième édition du Grand Prix d'Émilie-Romagne comptant pour le championnat du monde de Formule 1, et de la septième manche du championnat 2025.
Lors de la première phase des qualifications, Yuki Tsunoda est victime d'un violent accident lorsqu'il perd le contrôle de sa monoplace à la chicane Villeneuve et la fracasse contre le mur de pneus ; elle rebondit dessus et part en tonneaux, sans dommage pour le Japonais. Contrairement à Max Verstappen, qui le devançait de 49 millièmes de seconde après les premières tentatives, Oscar Piastri améliore son temps lors de sa deuxième sortie en Q3 et part en pole position, pour la troisième fois de la saison et de sa carrière. Le leader du championnat bat le Néerlandais de 34 millièmes de seconde. Sur la deuxième ligne, George Russell et Lando Norris sont à seulement 137 et 292 millièmes de seconde. Les Aston Martin AMR25, en regain de forme à Imola, permettent à Fernando Alonso d'obtenir le cinquième temps, devant Carlos Sainz sur la troisième ligne, alors que Lance Stroll est huitième, derrière Alexander Albon. La cinquième ligne a l'accent francophone avec Isack Hadjar suivi de Pierre Gasly. Sur leurs terres, à quelques dizaines de kilomètres de Maranello les pilotes de la Ferrari SF-25, Charles Leclerc, onzième et Lewis Hamilton, douzième, sont éliminés en Q2.
Pour le 400e Grand Prix de Red Bull Racing, Max Verstappen s'impose une quatrième fois consécutive à Imola et remporte sa deuxième victoire de la saison, la soixante-cinquième de sa carrière. Un freinage tardif au premier virage lui permet de dépasser Oscar Piastri par l'extérieur puis de mener l'épreuve jusqu'à son terme ; aucune des péripéties de cette course très animée, d'une voiture de sécurité virtuelle à une autre bien réelle, ne perturbe la marche du quadruple champion du monde en titre au volant d'une RB21 aux qualités retrouvées, mais avec laquelle Yuki Tsunoda doit s'escrimer durant toute l'épreuve pour entrer dans points. Verstappen devance sur le podium les McLaren qui n'ont pas été en mesure de l'inquiéter ; Lando Norris, grâce à des pneus plus frais en fin de course, prend le meilleur sur son coéquipier pour terminer deuxième.   
À l'extinction des feux, occupé à contenir George Russell qui a pris la meilleure impulsion, Oscar Piastri laisse Max Verstappen prendre la trajectoire extérieure à l'entrée dans la chicane de Tamburello. Ce dernier retarde son freinage au maximum et, comme il l'expliquera « emmène beaucoup de vitesse en relâchant les freins » ce qui lui permet de dépasser la McLaren puis de la mettre rapidement à distance. Dans une tentative d'undercut, Piastri s'arrête dès le treizième tour et laisse la deuxième position à Norris, rapidement revenu aux avant-postes depuis sa quatrième place sur la grille. Norris rentre au vingt-huitième tour et, au moment de son retour en piste, Esteban Ocon tombe en panne et s'arrête sur le gazon, provoquant une procédure de voiture de sécurité virtuelle, ce dont profite Verstappen pour bénéficier d'un « arrêt gratuit ». Son avance passe ainsi à plus de vingt secondes sur Norris. Il ne laisse aucune chance à ses rivaux jusqu'au drapeau à damier, agité par Federica Brignone. 
Avec une vraie voiture de sécurité déployée au quarante-sixième tour pour permettre de dégager la Mercedes d'Antonelli en panne en bord de piste, les diverses stratégies sont chamboulées, et les pilotes Ferrari, revenus du milieu de la grille avec un excellent rythme de course, tirent leur épingle du jeu, luttant dans les derniers tours pour les gros points contre la Williams d'Alexander Albon. Leclerc, quatrième à la relance, est toujours en pneus durs usés tandis qu'Albon et Hamilton ont changé leurs gommes, tout comme Norris et Verstappen et non Piastri. Albon se montre dès lors très pressant, aileron arrière mobile ouvert, derrière Leclerc qui se défend au point d'obliger son rival à mettre deux roues hors piste, ce qui permet à Hamilton de le doubler. En gommes plus fraîches, Hamilton dépasse son coéquipier à trois tours de l'arrivée pour terminer quatrième, son meilleur résultat avec Ferrari. Dans l'avant-dernier tour, sur ordre de son stand et pour se prémunir d'une éventuelle pénalité pour sa défense musclée du cinquante-neuvième tour, Leclerc laisse la cinquième place à Albon. George Russel, dans l'impossibilité d'obtenir un meilleur résultat, se contente d'une septième place qu'il doit même défendre sur la fin face à Sainz. Isack Hadjar fait une nouvelle course solide pour prendre les deux points du neuvième rang, devant Yuki Tsunoda qui dédie son point à ses mécaniciens qui ont reconstruit entièrement sa monoplace après son crash en essais libres.
L'avance d'Oscar Piastri (146 points), en tête du championnat, se réduit à treize points sur Lando Norris (133 points) et vingt-deux sur Max Verstappen (124 points). Toujours dans les points depuis le début de la saison, George Russell (99 points) reste quatrième devant Charles Leclerc (61 points) tandis que Lewis Hamilton (53 points) accède au sixième rang d'où il déloge Kimi Antonelli (48 points). Alexander Albon (40 points), qui continue d'engranger les bons résultats, est huitième devant Esteban Ocon et Lance Stroll (14 points chacun). Au championnat des constructeurs, McLaren (279 points) augmente encore son avance sur Mercedes (147 points) qui précède Red Bull (131 points) et Ferrari (114 points). Plus loin, Williams (51 points) cinquième, devance Haas (20 points) ; suivent Aston Martin (14 points), Racing Bulls (10 points), Alpine (7 points) et Kick Sauber (6 points).

## Contexte avant la course

### Colapinto remplace Doohan

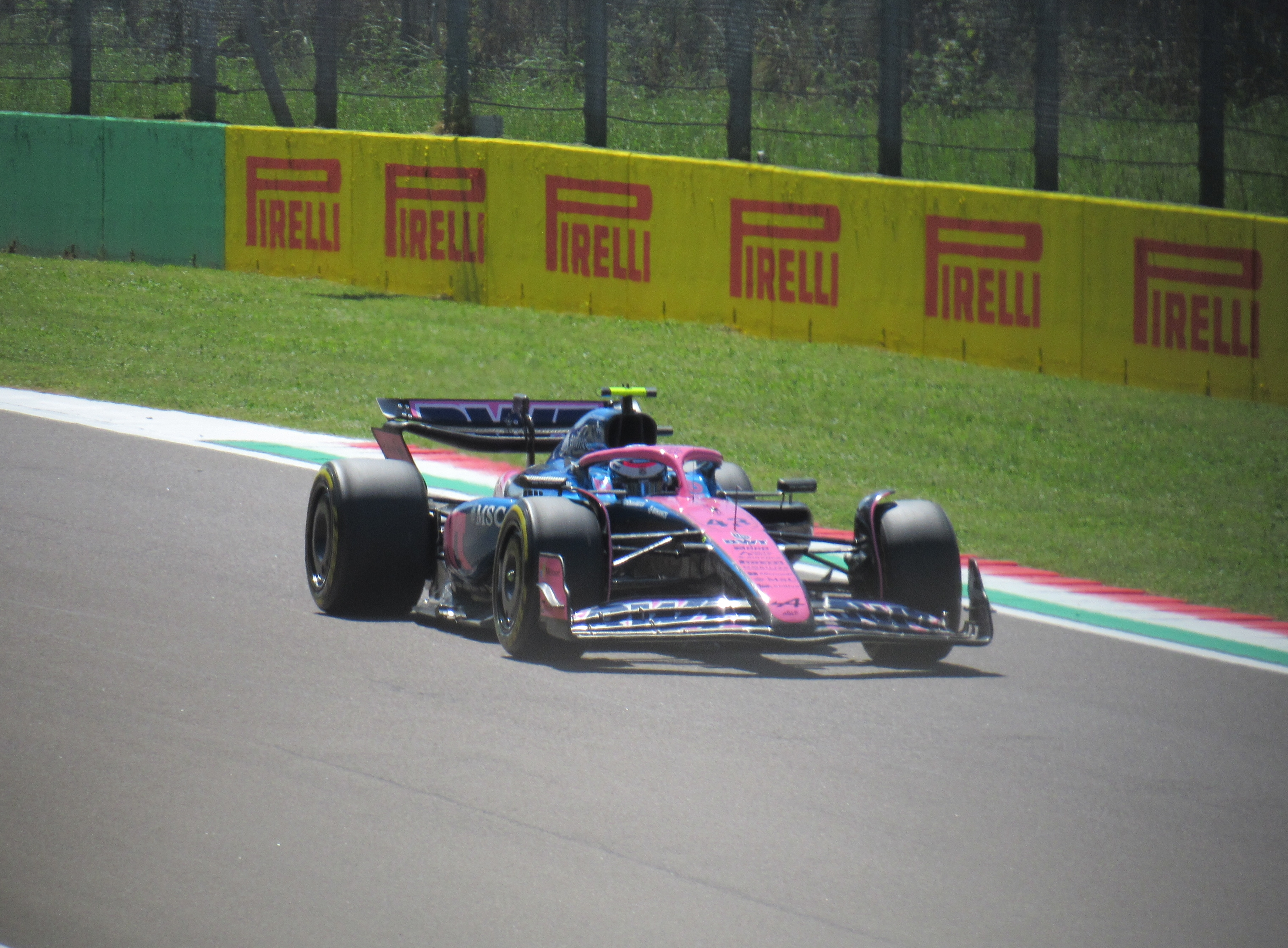
Franco Colapinto lors de la première séance d'essai du Grand Prix.

Après six courses au volant de l'Alpine A525, Jack Doohan est remplacé par Franco Colapinto, titularisé au côté de Pierre Gasly dès ce premier Grand Prix européen de la saison, alors qu'il était pilote de réserve. Il reste toutefois en période d'évaluation, dans la mesure où son contrat s'étend sur cinq courses. À l'issue de cette échéance, et selon ses résultats, l'équipe choisira de le conserver ou de le remplacer.

### Démission d'Oliver Oakes
Alpine F1 Team annonce la démission de son directeur d'équipe (Team Principal) Oliver Oakes pour raisons personnelles (quelques jours après l'inculpation de son frère William Oakes pour transfert de biens criminels), remplacé par Flavio Briatore. 
Comme la FIA interdit au manager italien de devenir le responsable officiel de l'écurie, puisqu'il n'est pas un employé d'Alpine mais un conseiller spécial de la maison mère Renault, le communiqué indique que Briatore va « couvrir les fonctions précédemment réalisées par Oakes » sans jamais employer le titre de Team Principal ou de directeur d'équipe ; dans l'attente d’une nomination officielle à la tête de l’équipe, Dave Greenwood, directeur de course arrivé en janvier en provenance de l'écurie Hitech Racing de Formule 2 où il travaillait avec Oakes, occupe le rôle de « personne responsable désignée auprès de la FIA »,.

## Pneus disponibles
| Pneus pour piste sèche | Pneus pour piste sèche | Pneus pour piste sèche | Pneus pluie    | Pneus pluie |
| ---------------------- | ---------------------- | ---------------------- | -------------- | ----------- |
| Durs (Type C4)         | Medium (Type C5)       | Tendres (Type C6)      | Intermédiaires | Pluie       |

## Essais libres

### Première séance, le vendredi de 13 h 30 à 14 h 30
| Pos. | Pilote         | Voiture           | Chrono         | Écart     |
| ---- | -------------- | ----------------- | -------------- | --------- |
| 1    | Oscar Piastri  | McLaren-Mercedes  | 1 min 16 s 545 |           |
| 2    | Lando Norris   | McLaren-Mercedes  | 1 min 16 s 577 | + 0 s 032 |
| 3    | Carlos Sainz   | Williams-Mercedes | 1 min 16 s 597 | + 0 s 052 |
| 4    | George Russell | Mercedes          | 1 min 16 s 599 | + 0 s 054 |
| 5    | Lewis Hamilton | Ferrari           | 1 min 16 s 641 | + 0 s 096 |
| 6    | Pierre Gasly   | Alpine-Renault    | 1 min 16 s 696 | + 0 s 151 |

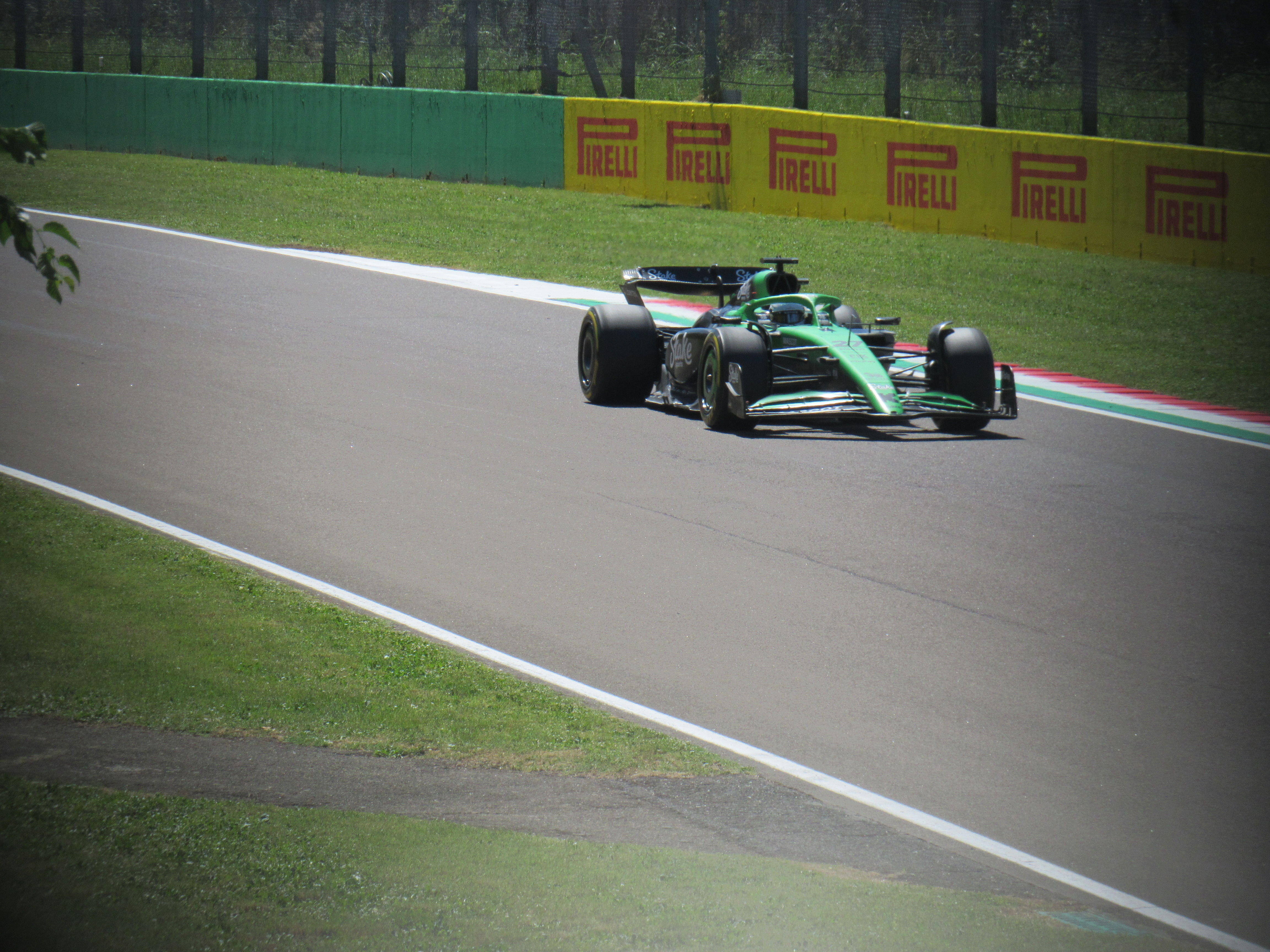
Nico Hülkenberg lors de la première séance d'essai du Grand Prix.

- La session est définitivement interrompue au drapeau rouge à trois minutes du terme après que Gabriel Bortoleto tire tout droit dans le dernier virage du circuit et tape, légèrement, le mur[8].

### Deuxième séance, le vendredi de 17 h à 18 h
| Pos. | Pilote          | Voiture             | Chrono         | Écart     |
| ---- | --------------- | ------------------- | -------------- | --------- |
| 1    | Oscar Piastri   | McLaren-Mercedes    | 1 min 15 s 293 |           |
| 2    | Lando Norris    | McLaren-Mercedes    | 1 min 15 s 318 | + 0 s 025 |
| 3    | Pierre Gasly    | Alpine-Renault      | 1 min 15 s 569 | + 0 s 276 |
| 4    | George Russell  | Mercedes            | 1 min 15 s 639 | + 0 s 400 |
| 5    | Max Verstappen  | Red Bull-Honda RBPT | 1 min 15 s 753 | + 0 s 442 |
| 6    | Charles Leclerc | Ferrari             | 1 min 15 s 768 | + 0 s 475 |

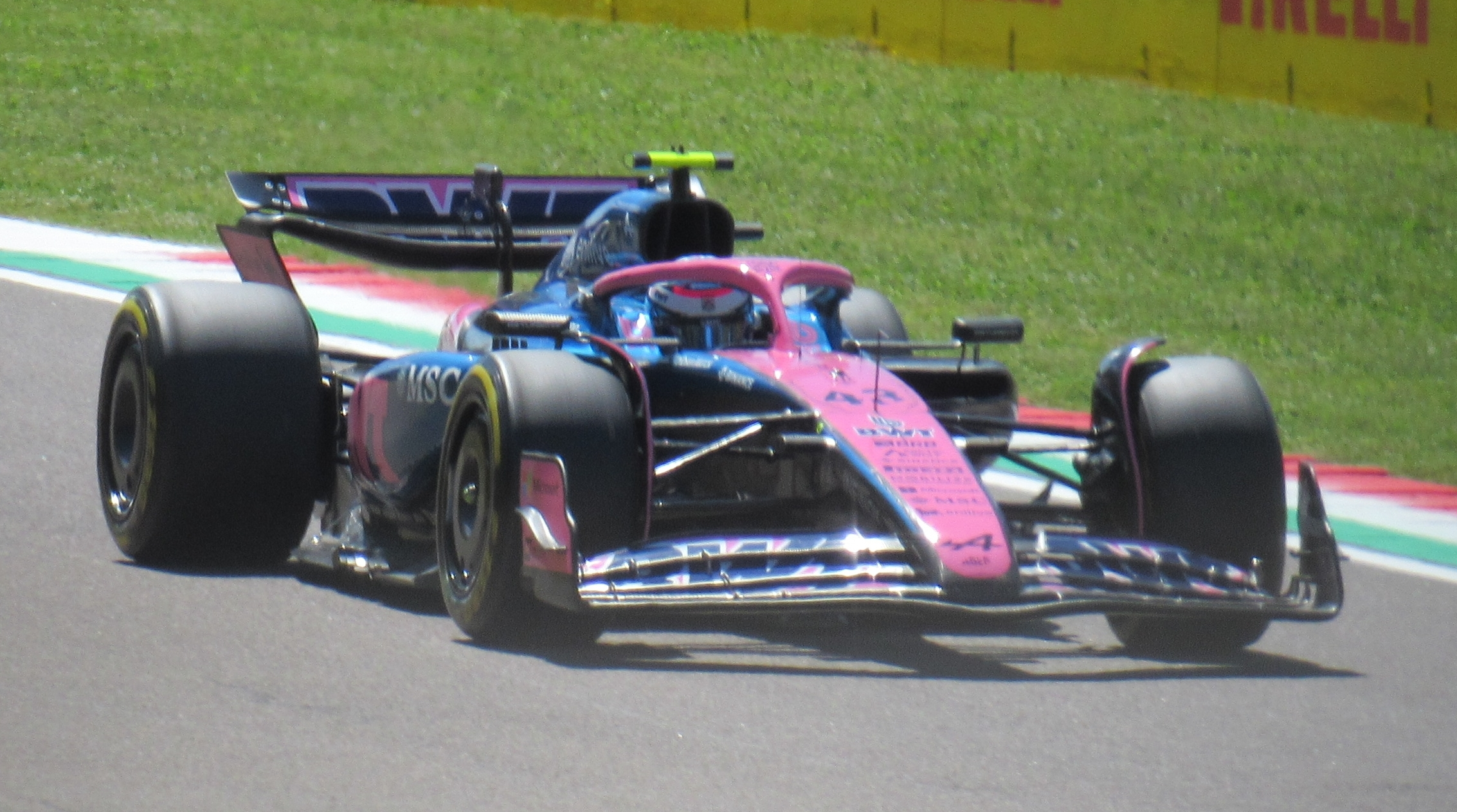
Franco Colapinto au Grand Prix d'Émilie-Romagne 2025.

- La session est interrompue au drapeau rouge à sept minutes du terme après qu'Isack Hadjar a perdu le contrôle de sa monoplace à la sortie du virage de Tamburello et fait deux tête-à-queue avant de taper la barrière et de rebondir contre celle-ci La séance ne reprend que pour trois minutes[10].

### Troisième séance, le samedi de 12 h 30 à 13 h 30

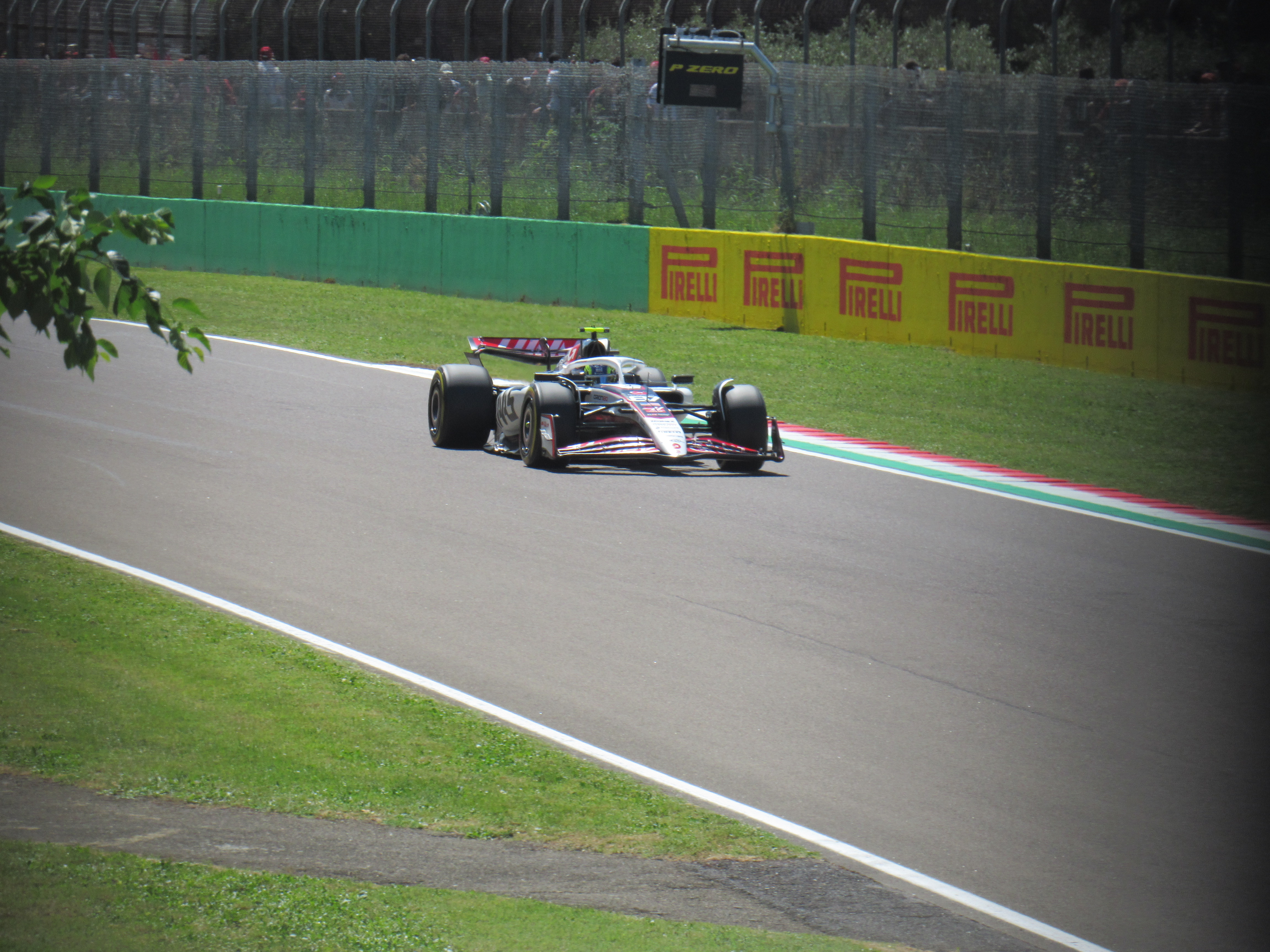
Oliver Bearman au Grand Prix d'Émilie-Romagne 2025.

| Pos. | Pilote                | Voiture             | Chrono         | Écart     |
| ---- | --------------------- | ------------------- | -------------- | --------- |
| 1    | Lando Norris          | McLaren-Mercedes    | 1 min 14 s 897 |           |
| 2    | Oscar Piastri         | McLaren-Mercedes    | 1 min 14 s 997 | + 0 s 100 |
| 3    | Max Verstappen        | Red Bull-Honda RBPT | 1 min 15 s 078 | + 0 s 181 |
| 4    | Andrea Kimi Antonelli | Mercedes            | 1 min 15 s 399 | + 0 s 502 |
| 5    | Charles Leclerc       | Ferrari             | 1 min 15 s 451 | + 0 s 554 |
| 6    | Carlos Sainz          | Williams-Mercedes   | 1 min 15 s 457 | + 0 s 560 |

## Séance de qualifications

### Résultats des qualifications
| Pos. | Pilote                | Écurie                  | Qualifications 1 | Qualifications 2 | Qualifications 3 |
| --- | --------------------- | ----------------------- | ---------------- | ---------------- | ---------------- |
| 1 | Oscar Piastri         | McLaren-Mercedes        | 1 min 15 s 500   | 1 min 15 s 214   | 1 min 14 s 670   |
| 2 | Max Verstappen        | Red Bull-Honda RBPT     | 1 min 15 s 175   | 1 min 15 s 394   | 1 min 14 s 704   |
| 3 | George Russell        | Mercedes                | 1 min 15 s 852   | 1 min 15 s 334   | 1 min 14 s 807   |
| 4 | Lando Norris          | McLaren-Mercedes        | 1 min 15 s 894   | 1 min 15 s 261   | 1 min 14 s 962   |
| 5 | Fernando Alonso       | Aston Martin-Mercedes   | 1 min 15 s 695   | 1 min 15 s 442   | 1 min 15 s 431   |
| 6 | Carlos Sainz          | Williams-Mercedes       | 1 min 15 s 987   | 1 min 15 s 198   | 1 min 15 s 432   |
| 7 | Alexander Albon       | Williams-Mercedes       | 1 min 16 s 123   | 1 min 15 s 521   | 1 min 15 s 473   |
| 8 | Lance Stroll          | Aston Martin-Mercedes   | 1 min 15 s 817   | 1 min 15 s 497   | 1 min 15 s 581   |
| 9 | Isack Hadjar          | Racing Bulls-Honda RBPT | 1 min 16 s 253   | 1 min 15 s 510   | 1 min 15 s 746   |
| 10 | Pierre Gasly          | Alpine-Renault          | 1 min 15 s 937   | 1 min 15 s 505   | 1 min 15 s 787   |
| 11 | Charles Leclerc       | Ferrari                 | 1 min 16 s 108   | 1 min 15 s 604   |                  |
| 12 | Lewis Hamilton        | Ferrari                 | 1 min 16 s 163   | 1 min 15 s 765   |                  |
| 13 | Andrea Kimi Antonelli | Mercedes                | 1 min 15 s 943   | 1 min 15 s 772   |                  |
| 14 | Gabriel Bortoleto     | Kick Sauber-Ferrari     | 1 min 16 s 340   | 1 min 16 s 620   |                  |
| 15 | Franco Colapinto      | Alpine-Renault          | 1 min 16 s 256   | Pas de temps     |                  |
| 16 | Liam Lawson           | Racing Bulls-Honda RBPT | 1 min 16 s 379   |                  |                  |
| 17 | Nico Hülkenberg       | Kick Sauber-Ferrari     | 1 min 16 s 518   |                  |                  |
| 18 | Esteban Ocon          | Haas-Ferrari            | 1 min 16 s 613   |                  |                  |
| 19 | Oliver Bearman        | Haas-Ferrari            | 1 min 16 s 918   |                  |                  |
| Temps minimal à réaliser pour la qualification : 1 min 20 s 437 (107 % du meilleur temps en Q1 : 1 min 15 s 175) |                       |                         |                  |                  |                  |
| Nq. | Yuki Tsunoda          | Red Bull-Honda RBPT     | Pas de temps     |                  |                  |

### Grille de départ
- Yuki Tsunoda, initialement non qualifié après avoir, lors de la première partie des qualifications, violemment percuté le mur après une perte de contrôle dans le virage no 5, envoyant sa Red Bull en tonneaux, est repêché par les commissaires et autorisé à prendre le départ depuis la dernière place de la grille[13],[14]. Il s'élance finalement depuis la voie des stands après que son écurie a brisé la règle du parc fermé pour réaliser des réparations sur sa monoplace, notamment le remplacement de pièces du groupe motopropulseur[15].
- Franco Colapinto, auteur du quinzième temps, est pénalisé d'un recul d'une place à cause d'une erreur de son écurie qui l'a envoyé au bout de voie des stands avant le signal de reprise de la séance ; il s'élance seizième[16],[17].

## Course

### Classement de la course
| Pos. | no | Pilote                | Écurie                  | Tours | Temps/Abandon                      | Grille  | Points |
| ---- | -- | --------------------- | ----------------------- | ----- | ---------------------------------- | ------- | ------ |
| 1    | 1  | Max Verstappen        | Red Bull-Honda RBPT     | 63    | 1 h 31 min 33 s 199 (202,537 km/h) | 2       | 25     |
| 2    | 4  | Lando Norris          | McLaren-Mercedes        | 63    | + 6 s 109                          | 4       | 18     |
| 3    | 81 | Oscar Piastri         | McLaren-Mercedes        | 63    | + 12 s 956                         | 1       | 15     |
| 4    | 44 | Lewis Hamilton        | Ferrari                 | 63    | + 14 s 356                         | 12      | 12     |
| 5    | 23 | Alexander Albon       | Williams-Mercedes       | 63    | + 17 s 945                         | 7       | 10     |
| 6    | 16 | Charles Leclerc       | Ferrari                 | 63    | + 20 s 774                         | 11      | 8      |
| 7    | 63 | George Russell        | Mercedes                | 63    | + 22 s 034                         | 3       | 6      |
| 8    | 55 | Carlos Sainz          | Williams-Mercedes       | 63    | + 22 s 898                         | 6       | 4      |
| 9    | 6  | Isack Hadjar          | Racing Bulls-Honda RBPT | 63    | + 23 s 586                         | 9       | 2      |
| 10   | 22 | Yuki Tsunoda          | Red Bull-Honda RBPT     | 63    | + 26 s 446                         | Pitlane | 1      |
| 11   | 14 | Fernando Alonso       | Aston Martin-Mercedes   | 63    | + 27 s 250                         | 5       |        |
| 12   | 27 | Nico Hülkenberg       | Kick Sauber-Ferrari     | 63    | + 30 s 296                         | 17      |        |
| 13   | 10 | Pierre Gasly          | Alpine-Renault          | 63    | + 31 s 424                         | 10      |        |
| 14   | 30 | Liam Lawson           | Racing Bulls-Honda RBPT | 63    | + 32 s 511                         | 15      |        |
| 15   | 18 | Lance Stroll          | Aston Martin-Mercedes   | 63    | + 32 s 993                         | 8       |        |
| 16   | 43 | Franco Colapinto      | Alpine-Renault          | 63    | + 33 s 411                         | 16      |        |
| 17   | 87 | Oliver Bearman        | Haas-Ferrari            | 63    | + 33 s 808                         | 19      |        |
| 18   | 5  | Gabriel Bortoleto     | Kick Sauber-Ferrari     | 63    | + 38 s 572                         | 14      |        |
| Abd. | 12 | Andrea Kimi Antonelli | Mercedes                | 44    | Accélérateur                       | 13      |        |
| Abd. | 31 | Esteban Ocon          | Haas-Ferrari            | 27    | Moteur                             | 18      |        |

### Pole position et record du tour
- Pole position :  Oscar Piastri (McLaren-Mercedes) en 1 min 14 s 670 (236,673 km/h)[19].
- Meilleur tour en course :  Max Verstappen (Red Bull-Honda RBPT) en 1 min 17 s 988 (226,604 km/h) au cinquante-huitième tour[20].

### Tours en tête
- Max Verstappen (Red Bull-Honda RBPT) : 63 tours (1-63)[21].

## Classements généraux à l'issue de la course
| Pos. | Pilote                | Écurie                  | Points |
| ---- | --------------------- | ----------------------- | ------ |
| 1    | Oscar Piastri         | McLaren-Mercedes        | 146    |
| 2    | Lando Norris          | McLaren-Mercedes        | 133    |
| 3    | Max Verstappen        | Red Bull-Honda RBPT     | 124    |
| 4    | George Russell        | Mercedes                | 99     |
| 5    | Charles Leclerc       | Ferrari                 | 61     |
| 6    | Lewis Hamilton        | Ferrari                 | 53     |
| 7    | Andrea Kimi Antonelli | Mercedes                | 48     |
| 8    | Alexander Albon       | Williams-Mercedes       | 40     |
| 9    | Esteban Ocon          | Haas-Ferrari            | 14     |
| 10   | Lance Stroll          | Aston Martin-Mercedes   | 14     |
| 11   | Carlos Sainz          | Williams-Mercedes       | 11     |
| 12   | Yuki Tsunoda          | Red Bull-Honda RBPT     | 10     |
| 13   | Pierre Gasly          | Alpine-Renault          | 7      |
| 14   | Isack Hadjar          | Racing Bulls-Honda RBPT | 7      |
| 15   | Nico Hülkenberg       | Kick Sauber-Ferrari     | 6      |
| 16   | Oliver Bearman        | Haas-Ferrari            | 6      |

| Pos. | Écurie                  | Points |
| ---- | ----------------------- | ------ |
| 1    | McLaren-Mercedes        | 279    |
| 2    | Mercedes                | 147    |
| 3    | Red Bull                | 131    |
| 4    | Ferrari                 | 114    |
| 5    | Williams-Mercedes       | 51     |
| 6    | Haas-Ferrari            | 20     |
| 7    | Aston Martin-Mercedes   | 14     |
| 8    | Racing Bulls-Honda RBPT | 10     |
| 9    | Alpine-Renault          | 7      |
| 10   | Kick Sauber-Ferrari     | 6      |

## Statistiques
Le Grand Prix automobile d'Émilie-Romagne 2025 représente :
- la 3e pole position d'Oscar Piastri, toutes acquises cette saison[23] ;
- la 65e victoire de  Max Verstappen, sa quatrième consécutive à Imola[24],[25] ;
- la 124e victoire pour Red Bull en tant que constructeur[26] ;
- la 32e victoire de Honda RBPT en tant que motoriste[27] ;
- le 100e meilleur tour en course de Red Bull Racing[28] ;
- le 400e Grand Prix de Red Bull Racing, écurie engagée depuis le Grand Prix automobile d'Australie 2005[29].

Au cours de ce Grand Prix :
- Max Verstappen est élu « pilote du jour » à l'issue d'un vote organisé sur le site officiel de la Formule 1[30] ;
- Vitantonio Liuzzi (80 départs en Grands Prix entre 2005 et 2011, 26 points inscrits) est nommé conseiller par la FIA pour aider dans leurs jugements le groupe des commissaires de course[31].